# Green Mountains

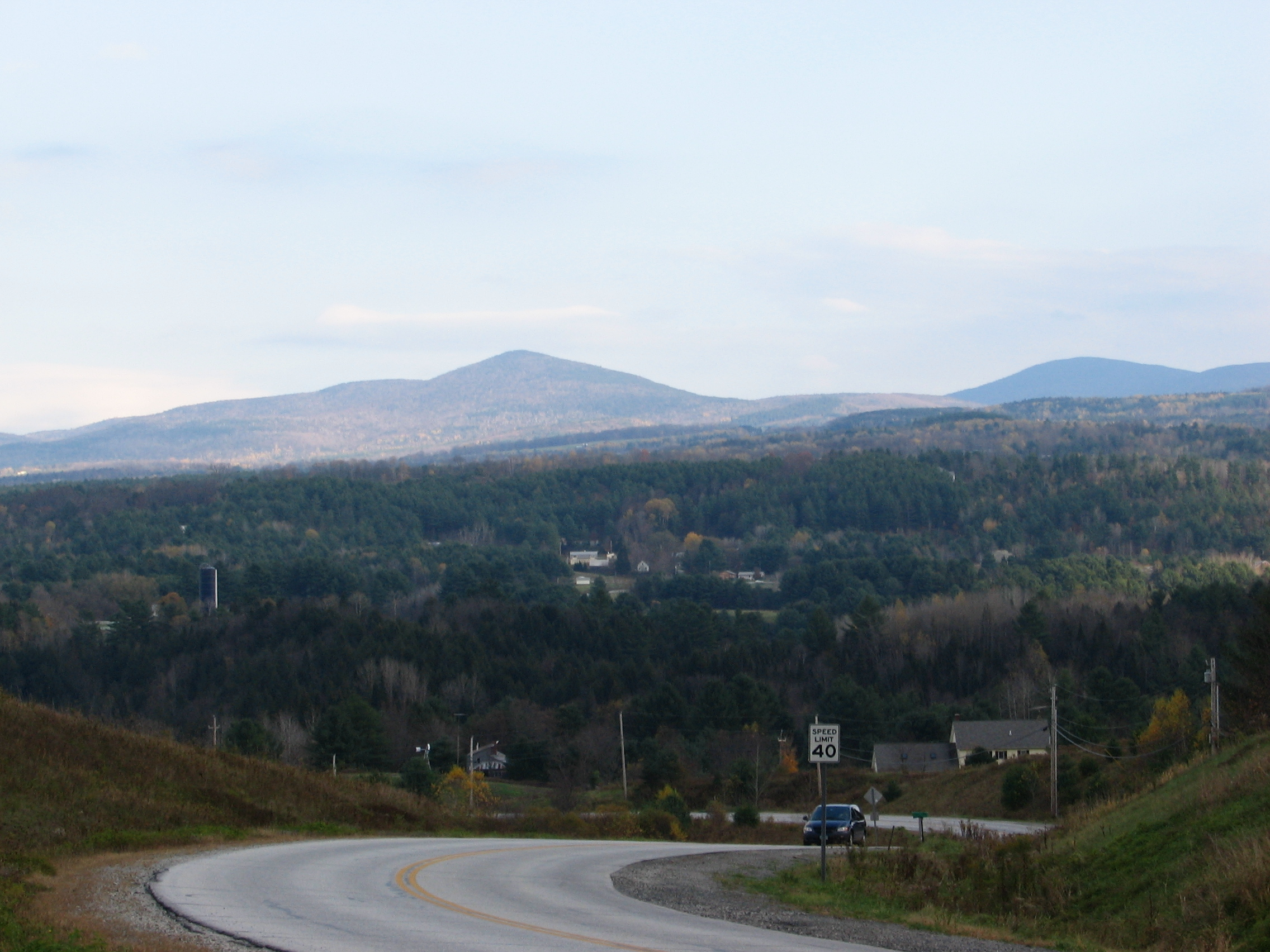
Green Mountains utanför Montpelier, Vermont

Green Mountains är en bergskedja i den amerikanska delstaten Vermont. De är en del av Appalacherna. Det högsta berget i kedjan är Mount Mansfield, som med 1339 m är Vermonts högsta punkt. Bergskedjan sträcker sig ungefär 400 km.
Green Mountains har fem toppar över 1 200 meter. Tre av dessa (Mount Mansfield, Camel's Hump, och Mount Abraham) stödjer den alpina vegatationen. Fyra av dessa (alla utom Camel's Hump) har skidanläggningar i dess backar. Alla de större topparna genomkorsas av Long Trail, en vandringsled som går ifrån södra till norra delen av delstaten och som går ihop med Appalachian Trail ungefär 1/3 av dess längd. 
Bergskedjan har genom sitt äldre franska namn Verts Monts gett namn åt delstaten.